# Agglomerat (Medizin)
Agglomerat (lat. agglomerare  ‚zusammenballen‘, ‚anhäufen‘) nennt man in der Medizin eine reversible Zusammenballung von Blutzellen.

## Agglomerate von Blutzellen
In der Medizin wird der Begriff Agglomerat insbesondere für das Zusammenballen von Erythrozyten (rote Blutkörperchen) verwendet. Eine Zusammenballung entsteht aufgrund von Adhäsion, die durch die Oberflächenstrukturen der Zellen, besonders Proteine, vermittelt wird (s. a. Agglutinine). Eine Ansammlung agglomerierter Zellen wird auch als Aggregat bezeichnet.
Beispiele für Zellagglomerate sind die sogenannte „Geldrollenbildung“ von Erythrozyten oder die Thrombozytenaggregation von Blutplättchen.